# Калиниченко, Леонид Андреевич
Леонид Андреевич Калиниченко (10 июня 1937, Киев, СССР — 17 июля 2018, Москва, Россия) — советский и российский учёный в области автоматизации и информатики, доктор физико-математических наук, профессор кафедры автоматизации систем вычислительных комплексов ВМК МГУ, лауреат Государственной премии СССР в области науки и техники, заслуженный деятель науки Российской Федерации. Заведовал лабораторией композиционных методов проектирования информационных систем ИПИ РАН.

## Биография
Окончил радиотехнический факультет Киевского политехнического института (1959). С 1959 года по 1969 год работал в Институте кибернетики АН УССР. В 1968 году под руководством академика Глушкова защитил диссертацию на соискание степени кандидата технических наук на тему «Принципы мультипрограммной организации вычислительного процесса в математических цифровых машинах».
С 1969 года по 1985 год — научный сотрудник Института электронных управляющих машин Министерства приборостроения. В 1985 году получил степень доктора физико-математических наук, тема работы — «Методы и средства интеграции неоднородных баз данных».
С 1985 года до последних дней работал в ИПИ РАН. В 1990 году присвоено звание профессора.

## Научная и организационная работа
Область научных интересов — методы интеграции неоднородных информационных и программных ресурсов в распределенных системах, композиционные методы проектирования распределённых систем из компонентов, методы и средства организации решения задач в инфраструктурах множественных неоднородных информационных ресурсов.
Основные разработки:
- язык имитационного моделирования систем с дискретными событиями (СЛЭНГ) и создана система его поддержки (компилятор и интерпретатор);
- подход к созданию средств имитационного моделирования систем, не зависящих от языка программирования;
- методы и средства интеграции неоднородных баз данных;
- методы и средства композиционного проектирования информационных систем из компонентов на основе принципа доказательного уточнения спецификаций требований компонентами;
- методы создания посредников неоднородных информационных ресурсов для поддержки процесса решения задач над такими ресурсами в различных областях науки.

С 1978 года работал по совместительству в МГУ на кафедре автоматизации систем вычислительных комплексов ВМК МГУ. Входил в специализированный совета при ИПИ РАН. Подготовил не менее 10 кандидатов наук.
Входил в редакционную коллегию журнала «Distributed and parallel databases» (издательство Kluwer Academic). Инициатор двух регулярно проводимых научных конференций: восточно-европейской конференции «Advances in Databases and Information Systems» (с 1997) и Российской конференции по электронным библиотекам (с 1999, позднее переименована в DAMDID). Основатель и председатель (1992—2018) московской секции ACM SIGMOD.

## Награды
- Лауреат Государственной премии СССР (1986) — за разработку методов и универсальных программных средств имитационного моделирования сложных технических систем[3].
- Заслуженный деятель науки Российской Федерации (2010).
- Награждён медалями.